# Microcebus simmonsi
Microcebus simmonsi is een zoogdier uit de familie van de dwergmaki's (Cheirogaleidae). De wetenschappelijke naam van de soort werd voor het eerst geldig gepubliceerd door Louis et al. in 2006.

## Beschrijving
Deze soort is niet nauw verwant aan enige andere muismaki. De soort is genoemd naar Lee Simmons, de directeur van Omaha's Henry Doorly Zoo, voor zijn steun aan natuurbeschermingsprojecten over de hele wereld. M. simmonsi is de grootste bekende muismaki. De rug is donkerrood tot oranjebruin. De buik is vuil wit. Op de bovenkant van het hoofd loopt een zwarte streep. Op het gezicht zit een witte vlek. De kop-romplengte bedraagt 98 mm, de staartlengte 149 mm, de oorlengte 12,5 mm en het gewicht 77,8 gram.

## Voorkomen
De soort komt voor in het beschermde gebied Betampona en het Nationaal park Zahamena in de provincie Toamasina op Madagaskar.